# Škoda Garde
Škoda Garde a csehszlovák AZNP kvasinyi és BAZ pozsonyi állami vállalatai által 1981. szeptember és 1984. július között gyártott személygépkocsi. Elődje a Škoda 110 R Coupé; utódja az 1984-től gyártott Škoda Rapid.

## Története
Az 1981-es  Škoda 120 L típus alapján fejlesztették ki, szinte teljes egészében átvéve karosszériájának frontális részét. Fejlesztésekor felhasználták az autóversenyzés céljaira kifejlesztett Škoda 130 RS modell egyes konstrukciós elemeit is. Az itt megjelent új alkatrészeket a későbbi modellekben is megtalálhatjuk, de néhány csak ezekben a típusokban volt megtalálható. Karosszériájának hátsó része új fejlesztésű. A Škoda 110 R Coupé utódjaként számon tartott Garde sorozatot 1981 őszén a Brnói Gépipari Vásáron mutatták be.
1981 szeptemberében rántották le a leplet az újdonságról, mely a Garde nevet kapta (a gyári kódszáma: 743). A cég akkori legerősebb széria motorja, az 58 lóerős ezerkettes hajtotta, négysebességes váltón és ferde kitámasztókaros futóművön keresztül. Külsején feltűnnek a műanyag lökhárítók. Ezek (a későbbi modellektől eltérően) három részből állnak és az elsők magukban hordják az irányjelzőket is (ilyen volt 1981-től pl. a 120 GLS-en is). A mellső lámpák oválisak, közöttük Garde feliratú díszléc feszül. Hátul a megújult GLS hátfala és lámpái  lehetnek ismerősek, a kocsi oldalán ütközésvédő gumicsíkot találhatunk. Technikájában a fogasléces kormánymű és a négydugattyús első féknyereg mutatja a sportosságot. Érdekesség, hogy Nyugat-Európába a korábban már használt Rapid néven exportálták a Garde-t. Ezek a kivitelek szemből is könnyen felismerhetők, mivel a hűtőrácson lévő díszlécen nincs felirat.
A kupé nemcsak Kvasinyban, a sportos Škodák szülőhelyén készült. 1982. május 1-jén a pozsonyi BAZ gyár is elkezdte a Garde szériagyártását, bár nehezen beszélhetünk igazi sorozatról napi átlag másfél autós termelési sebességnél. Az első három év alatt összesen ezer kupét szereltek össze Pozsonyban.
A Škoda Garde mindössze három évig, 1984 júliusáig készült, utódja augusztustól, immáron mindenhol a tradicionális Rapid néven képviselte a sportos vonulatot (743M). A korai váltást az indokolta, hogy időközben utcára került a módosított négyajtós széria (742M), a Garde pedig még az elődre épült.
A látványos változás négyajtós kivitel lámpáinak és lökhárítójának átvétele, valamint az immár ötsebességes váltó. (Mindkét kupé alvázszám kódja a „G” volt.)
A Garde és Rapid kupék legyártott mennyisége összesen 44 634 db (1981–1990).